# 斯科特·戴维斯 (网球运动员)
斯科特·戴维斯（英語：Scott Davis，1962年8月27日—），美国男子网球运动员，1983年成为职业球手。他曾获得1991年澳大利亚网球公开赛男子双打冠军。他于1998年退役，退役后成为私人教练。